# معايشات
المعايشات (الاسم العلمي: Symbiidae) هي فصيلة من الحيوانات تتبع رتبة المعايشيات من طائفة حاملات العجل الحقيقية.

## التصنيف
- جنس المعايش
  - معايش الباندورة
  - معايش أميركي